# Gontscharovia popovii
Gontscharovia popovii là một loài thực vật có hoa trong họ Hoa môi. Loài này được (B.Fedtsch. & Gontsch.) Boriss. mô tả khoa học đầu tiên năm 1953.